# Côte de Pech David
Die Côte de Pech David ist ein 800 Meter langer Radsport-Anstieg, der bei mittleren Steigungsprozenten von 12,4 % auf eine Höhe von 249 Metern führt. Er befindet sich im Süden der französischen Stadt Toulouse im Stadtteil Pech-David.

## Lage und Streckenführung
Der Anstieg verläuft auf der kurzen, aber steilen Chemine des Canalets, die die M4 mit der Chemine des Côtes de Pech David verbindet. Sie führt vom Ostufer der Garonne auf eine Höhe von 249 Meter, wobei sich der höchste Punkt neben dem Club Hippique de Pech David befindet.
Die maximalen Steigungsprozente des 800 Meter langen Anstiegs werden bereits im unteren Abschnitt erreicht. Dabei weist die Auffahrt Rampen von bis zu 25 % auf. Im Anschluss flacht die gerade Straße auf bis zu 8 % ab, ehe nach 500 Metern ein weiterer Abschnitt mit mehr als 10 % befahren werden muss. Auf den letzten 200 Metern betragen die Steigungsprozente rund 7 %.

## Radsport
Im Jahr 2025 soll die Tour de France im Rahmen der 11. Etappe erstmals über die Côte de Pech David führen. Der Anstieg wird dabei 8,8 Kilometer vor dem Ziel als Bergwertung der 3. Kategorie überquert, ehe es zum Ziel in Toulouse geht.
| Jahr | Etappe     | Bergwertung  | Fahrer           |
| ---- | ---------- | ------------ | ---------------- |
| 2025 | 11. Etappe | 3. Kategorie | Jonas Abrahamsen |